# Maxim Fedin
Maxim Fedin (8 de junio de 1996) es un futbolista kazajo que juega de delantero en el F. C. Irtysh Pavlodar de la Primera División de Kazajistán.

## Selección nacional
Fedin fue internacional sub-17, sub-19 y sub-21 con la selección de fútbol de Kazajistán, antes de convertirse en internacional absoluto en 2018, en un partido de la Liga de Naciones de la UEFA 2018-19 frente a la selección de fútbol de Letonia.

## Clubes
| Club                            | País       | Año       |
| ------------------------------- | ---------- | --------- |
| F. C. Bayterek                  | Kazajistán | 2014      |
| F. K. Spartak Subotica          | Serbia     | 2015-2016 |
| F. C. Atyrau                    | Kazajistán | 2016      |
| F. C. Okzhetpes                 | Kazajistán | 2017      |
| F. C. Tobol                     | Kazajistán | 2018-2020 |
| F. C. Kaisar Kyzylorda (cedido) | Kazajistán | 2020      |
| F. C. Aktobe                    | Kazajistán | 2021      |
| F. C. Turan                     | Kazajistán | 2022      |
| F. C. Ordabasy                  | Kazajistán | 2022-2024 |
| F. C. Irtysh Pavlodar           | Kazajistán | 2025-     |

## Palmarés

### Títulos nacionales
| Título                     | Club           | País       | Año  |
| -------------------------- | -------------- | ---------- | ---- |
| Copa de Kazajistán         | F. C. Ordabasy | Kazajistán | 2022 |
| Liga Premier de Kazajistán | F. C. Ordabasy | Kazajistán | 2023 |